# Centramoebida
Los centramébidos (Centramoebida) o acantopódidos (Acanthopodida) son un orden de amebas lobosas.  Generalmente tienen forma discoide y producen lobopodios que a menudo se ramifican (subseudopodia). A menudo producen quistes. Difieren de otras amebas por presentar centros de organización de microtúbulos en el citoplasma y una red específica seudopodial. El género Acanthamoeba es importante en medicina porque causa encefalitis y queratitis amébica.